# Klewang Tebal-Hujong
Das Klewang Tebal-Hujong, auch Goropoh Pase, Klewang Tebai-Oedjong, Klewang Tebal-Oedjoeng, Klewang Teubai-Oedjong oder Klewang Tobaj Udjong, ist ein Schwert aus Sumatra.

## Beschreibung
Das Klewang Tebal-Hujong hat eine gerade, einschneidige Klinge. Die Klinge wird vom Heft zum Ort breiter. Die Klinge hat weder Mittelgrat noch Hohlschliff. Der Klingenrücken ist gerade, läuft bogenförmig zum Ort und ist kürzer als die Schneide. Das Heft hat kein Parier. Es besteht aus Horn und ist mit traditionellen Schnitzereien verziert. Der Knauf ist zur Schneidenseite hin umgebogen. Die Scheiden bestehen aus Holz. Der Klewang Tebal-Hujong wird von Ethnien aus Sumatra benutzt.